# Černá Voda
Černá Voda (Duits: Schwarzwasser) is een Silezische gemeente in de Tsjechische regio Olomouc, en maakt deel uit van het district Jeseník. Černá Voda telt 534 inwoners (2023).
Černá Voda was tot 1945 een plaats met een overwegend Duitstalige bevolking. Na de Tweede Wereldoorlog werd de Duitstalige bevolking verdreven.

## Geschiedenis
- 1284 – De eerste schriftelijke vermelding van Černá Voda.
- 1996 – De gemeente Černá Voda wordt administratief overgeheveld van het district Šumperk naar het nieuw gevormde district Jeseník.[1]